# Multicamera

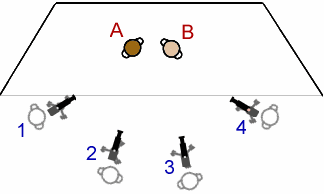
Schema van een multicamera-opstelling met vier camera's

Multicamera is een televisietechniek met meerdere camera's.
Er wordt met verschillende camera's tegelijk gefilmd waarbij deze beelden live gemixt en weergegeven worden. De camera's staan zo opgesteld dat vanuit verschillende hoeken één onderwerp gefilmd kan worden. Op deze wijze zijn met een opname van de scène meerdere beelden aanwezig zonder dat de actie herhaald dient te worden.  Monteren wordt eenvoudiger met deze meerdere, synchroon lopende beelden. Er kan zelfs al tijdens de opnames gemonteerd worden.
Op een klassieke set waar met 4 camera's '(1 tot en met 4) twee personen A en B gefilmd worden (zie schema), zullen typisch de twee uiterste camera's gebruikt worden voor close up beelden waarbij camera 1 zich richt op persoon B en camera 4 zich richt op persoon A.  Camera's 2 en 3 worden dan gebruikt voor overzichtsbeelden die ook de achtergrond mee in beeld brengen.
Multicamera wordt typisch gebruikt voor programma's waarbij de uitzending kort na de opname voorzien wordt, of voor programma's (zoals soaps) waarvan op korte tijd veel afleveringen worden opgenomen.  Een ander minstens even courant gebruik is elke vorm van live verslaggeving, zoals sportwedstrijden en concerten.